# 霍多夫站
霍多夫站是一座布拉格地铁C线的地铁站。此站站名来源是同名的行政区（Chodov）。